# Paulo Skaf
Paulo Antônio Skaf GORB • ComMM (São Paulo, 7 de agosto de 1955) é um empresário e político brasileiro, filiado ao Republicanos.
Skaf foi presidente da Federação das Indústrias do Estado de São Paulo (Fiesp), do Centro das Indústrias do Estado de São Paulo (Ciesp), do Serviço Social da Indústria (Sesi-SP), do Serviço Nacional de Aprendizagem Industrial (Senai-SP), do Instituto Roberto Simonsen (IRS) e do Serviço Brasileiro de Apoio às Micro e Pequenas Empresas (Sebrae/SP).
Tem uma sua trajetória ligada a entidades empresariais da indústria, como a Confederação Nacional da Indústria (CNI), o Sindicato das Indústrias de Fiação e Tecelagem do Estado de São Paulo (Sinditêxtil) e a Associação Brasileira da Indústria Têxtil e de Confecção (ABIT). É membro do Conselho de Desenvolvimento Econômico e Social (CDES) da presidência da República.

## Biografia

### Infância e formação
Paulo Skaf nasceu no bairro paulistano de Vila Mariana, filho de Antoine Skaf, imigrante libanês e proeminente empresário do ramo têxtil, e de Clotilde Habeyche Skaf. Iniciou seus estudos no Colégio Elvira Brandão e concluiu o segundo grau no Colégio Santo Américo. Estudou administração na Universidade Presbiteriana Mackenzie, Higienópolis, porém não concluíu o curso.
Começou a trabalhar com o pai ainda adolescente, mas logo seu espírito empreendedor fez com que trilhasse seu próprio caminho. Dedicado ao ramo têxtil, suas fábricas de médio porte tinham sede na Zona Leste de São Paulo. Anos depois, centralizou as fábricas em uma sede única, no município de Pindamonhangaba, no Vale do Paraíba.
Durante 22 anos, dedicou-se ao setor têxtil, inicialmente junto do pai e depois por seu próprio caminho. Suas fábricas, de médio porte, eram descentralizadas: uma no Ipiranga, outra na Mooca e mais uma no Belenzinho. Como pensava em unificar a sede das empresas, e houve uma oportunidade de compra de um terreno na entrada de Pindamonhangaba, transferiu a sede delas bem como a sua própria família para aquela cidade.
Com a entrada dos produtos coreanos no Brasil e a queda de competitividade dos produtos de suas empresas, sentiu que era necessário tomar uma medida drástica e redirecionar seus negócios para outro ramo. Voltou-se para o setor industrial de construção para investimento.
Ter atividades na área imobiliária disponibilizou-lhe tempo para dedicar-se a uma outra arte de que também gostava muito: a política.

### Carreira sindical
Paulo, além dos negócios empresariais, destacou-se por sua liderança e inovação como dirigente de entidades do setor, como o Sindicato das Indústrias de Fiação e Tecelagem do Estado de São Paulo (Sinditêxtil) e da Associação Brasileira da Indústria Têxtil e de Confecção (ABIT), por dois mandatos, onde desenvolveu importante trabalho na indústria de moda.
Em 25 de agosto de 2004 foi eleito, em primeiro mandato, presidente da Federação das Indústrias do Estado de São Paulo, do Ciesp, da atuação paulista do Serviço Social da Indústria (SESI), do Senai-SP e do Instituto Roberto Simonsen (IRS). Durante esse mandato, foi condecorado duas vezes pelo presidente Luiz Inácio Lula da Silva, com a Ordem do Mérito Militar no grau de Comendador especial em março de 2005 e com a Ordem de Rio Branco no grau de Grande-Oficial suplementar em agosto do mesmo ano. Em 2011, por ampla maioria, foi eleito para um segundo mandato de mais quatro anos.
Na FIESP, sua gestão foi marcada por conquistas que buscam o crescimento sustentável do Brasil. O foco sempre foi lutar e obter as reformas estruturais capazes de oferecer à sociedade serviços públicos com qualidade, em especial nas áreas da educação, saúde e segurança. Assim, à frente da instituição, Skaf inovou com medidas como a implantação da educação em tempo integral e a articulação do ensino médio com o técnico. Atualmente, o SESI-SP é a maior rede de ensino privado do país. Em 2013, foi contabilizado 1,2 milhão de matrículas no Senai-SP e 150 mil no ensino regular do SESI-SP.
Atuou também no sentido de desonerar impostos, desburocratizar processos, aumentar investimentos na infraestrutura e ampliar mercados externos. Criou a política da “diplomacia empresarial”, ajudando a formação de recursos humanos qualificados para operar no setor privado em temas internacionais e micro e pequenas empresas a atuar no comércio exterior, contribuindo de forma decisiva para o fortalecimento da inserção internacional do Brasil.
Outro ponto marcante da sua trajetória foi o combate à CPMF. Instituída como taxação provisória a partir de 1997, o imposto foi abolido somente em 2007 após acirrada disputa no Senado. 

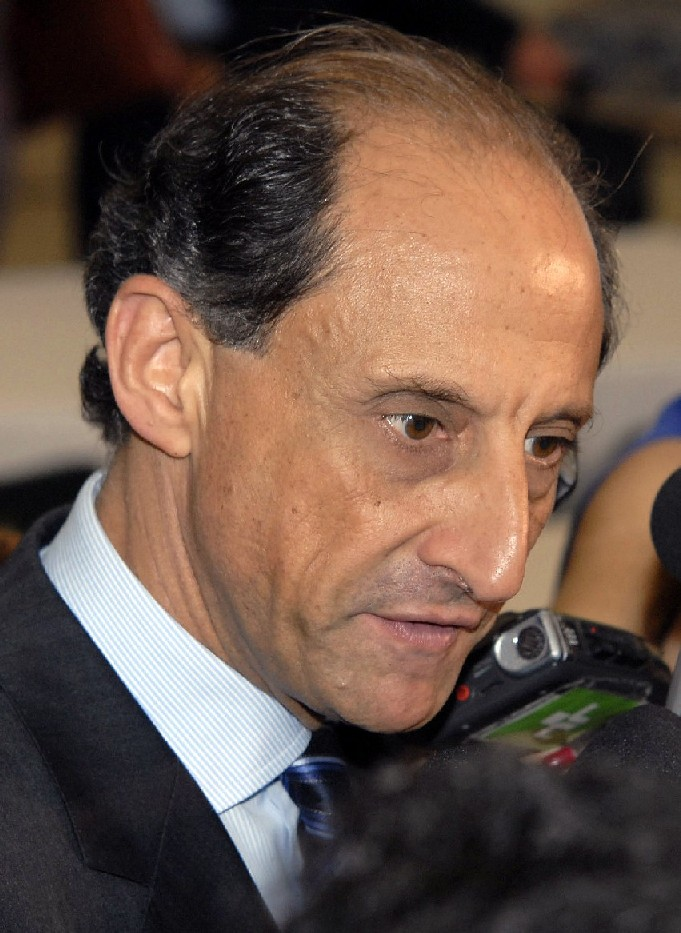
Skaf em 2008

Em São Paulo, Paulo veio a trabalhar arduamente para que o tema fosse debatido nos órgãos especializados dos setores empresariais e nos meios de comunicação. Na madrugada do dia 13 de dezembro de 2007, Skaf pôde comemorar o fim da CPMF, decisão do Senado para que a lei que determinava o fim do imposto em 31 de dezembro de 2007 e que impedia sua recriação em 2008 fosse cumprida. Em nota oficial da Federação das Indústrias do Estado de São Paulo, Skaf disse que, com a derrota do governo, "quem venceu foi o Brasil.". 
Foi também durante a sua gestão que a FIESP liderou a campanha para aprovação de duas conquistas de peso: a criação da Lei Geral da Micro e Pequena Empresa e a desoneração de impostos sobre produtos derivados da farinha de trigo, o que acarretou a diminuição do preço de itens como pães e macarrão.
A desoneração de impostos sobre a cesta básica foi uma reivindicação feita pela FIESP em 2008. Depois de quatro anos de luta, o governo Federal aprovou a MP que reduz o Pis e o Cofins e elimina o IPI, tornando os alimentos mais baratos.
Em 2009, uma de suas ações mais bem-sucedidas foi ter pressionado os bancos públicos a reduzirem em até 30% os spreads, facilitando o crédito e, assim, gerando emprego e produção. Outro destaque foi a liderança da FIESP na defesa do recebimento, pelos exportadores, dos créditos referentes ao ressarcimento legal do IPI previsto nas vendas ao Exterior.
Em 2011 foi lançada a campanha Energia a Preço Justo, com o objetivo de mobilizar a população na luta contra a renovação sem licitação das concessões das empresas de energia elétrica que já estavam vencidas. O resultado foi o desconto médio de 20 por cento nas contas de todos os brasileiros, anunciado pelo governo federal em 2013. Essa conquista gerou economia de cerca de 30 bilhões de reais por ano.
Em 2013, a FIESP fez campanha pela aprovação da MP dos Portos, que previa a modernização das instalações portuárias, o estímulo a concorrência e a movimentação de cargas com menor preço.
Também em 2013 a FIESP e o PSDB entraram com uma ação na Justiça e o Tribunal de Justiça do Estado de São Paulo concedeu liminar para suspender a atualização da Planta Genérica de Valores do IPTU no município de São Paulo. Embora a revisão do valor do IPTU diminuísse o valor a ser pago para moradores de bairros da periferia de São Paulo, entre outras mudanças, a FIESP alegava que causaria aumentos da ordem de 55% nas residências e 88% nos comérciso na cidade de São Paulo, os quais estariam muito acima do reajuste dos trabalhadores no período. Assim, segundo a FIESP, a prefeitura paulistana deveria corrigir o IPTU pela inflação anual.Em novembro de 2014 o Tribunal de Justiça do Estado de São Paulo julgou que a atualização da Planta Genérica de Valores do IPTU era constitucional e autorizou que ela entrasse em vigor a partir de então.O Prefeito de São Paulo na época das discussões sobre o IPTU, Fernando Haddad , estimou que o Municipio deixou de arrecadar durante a vigência da liminar que suspendeu a atualização do IPTU 850 milhões de reais, que seriam suficientes para construir até 20 CEUs.
Mesmo com sua saída da FIESP, manteve influência na escolha de seu sucessor, Josué Gomes que assumiu a presidência da entidade em janeiro de 2022, após eleição em chapa única. Gomes sofreu um processo de impeachment e foi removido da presidência em janeiro de 2023, deposição que teve a ciência de Paulo Skaf.

### Carreira política
A vida pública de Paulo remonta aos anos 70 quando, ainda jovem, decidiu ingressar no CPOR. “Minha vocação sempre foi a de servir o Brasil.”, disse, certa vez, em entrevista. Assim, além dos negócios, Skaf destacou-se pela sua liderança como dirigente de entidades do setor, como o Sindicato das Indústrias de Fiação e Tecelagem do Estado de São Paulo (Sinditêxtil) e a Associação Brasileira da Indústria Têxtil e de Confecção (ABIT).
Em 27 de setembro de 2004, Paulo assumiu a Presidência da FIESP. Assumiu também o CIESP, o SESI–SP, o SENAI–SP e o Instituto Roberto Simonsen (IRS), além de ser o primeiro vice-presidente da CNI. Foi membro do Conselho de Desenvolvimento Econômico e Social (CDES) da Presidência da República.
Na FIESP, a sua gestão adotou medidas como a implantação da educação em tempo integral, e a articulação do ensino médio com o técnico. Em 2015, o Sesi foi considerado a maior rede de ensino privado do País. Em 2009, foi contabilizado 1,2 milhão de matrículas no Senai-SP e 120 mil no ensino regular do Sesi-SP. Afora isso, Skaf também atuou no sentido de desonerar impostos desburocratizar processos, aumentar investimentos na infraestrutura, ampliar mercados E externos (criou a “Diplomacia Empresarial”).
Em 30 de setembro de 2009, Paulo filiou-se ao PSB, e nas eleições de 2010, candidatou-se pelo PSB a governador de São Paulo. Apesar da legenda socialista, Skaf apresentava propostas como a cobrança de mensalidades nas universidades públicas estaduais. Foi o 4º colocado com 1.038.430 votos (4,56% dos válidos), atrás de Geraldo Alckmin (PSDB) – o 1º colocado e eleito já no 1º turno com 11.519.314 votos (50,63% dos válidos) –, de Aloizio Mercadante (PT) – o 2º colocado com 8.016.866 votos (35,23% dos válidos) – e de Celso Russomano (PP) – o 3º colocado com 1.233.897 votos (5,42% dos válidos).
Após convite de Michel Temer, Paulo deixou o PSB no início de 2011 e filiou-se ao PMDB pelo qual foi novamente candidato ao governo de São Paulo em 2014, obtendo o 2º lugar com 4.594.708 votos (21,53% dos válidos) – atrás apenas do candidato à reeleição Geraldo Alckmin (PSDB), que obteve 12.230.807 votos (57,31% dos válidos).
Em janeiro de 2014, sofreu acusações do PSDB de autopromoção. Segundo a denúncia, Paulo Skaf teria cometido um erro ao dirigir-se diretamente aos contribuintes, em tom evidente de campanha. Não escondeu que seria candidato ao governo estadual em outubro e, portanto, ficaria claro o interesse pessoal e de promoção da imagem na tentativa de colher dividendos nas urnas, ainda conforme a denúncia.

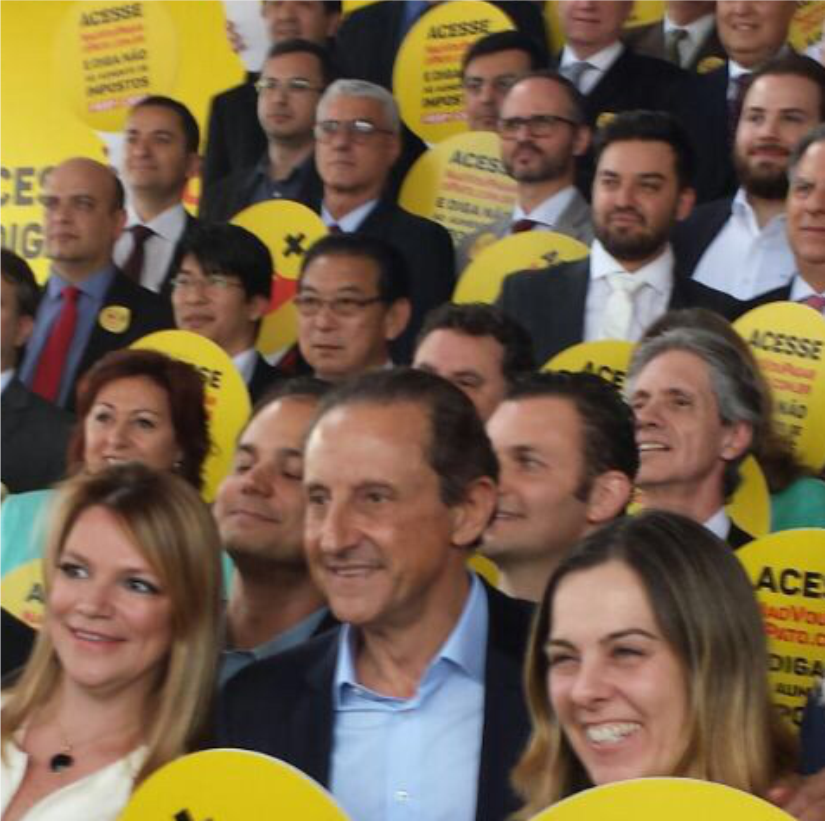
Skaf em frente á sede da FIESP no dia do lançamento da campanha Não Vou Pagar o Pato em setembro de 2015

No contexto da crise econômica brasileira de 2014, Paulo Skaf iniciou, em 3 de setembro de 2015, a campanha Não Vou Pagar o Pato contra o aumento de impostos e contra a volta da CPMF, imposto que, segundo o governo petista, era a melhor forma de recuperar o crescimento econômico.
| “            | A sociedade já disse não à CPMF. O que a sociedade quer é que o governo reduza os seus gastos, melhore a sua gestão, acabe com os desperdícios, acabe com a corrupção | ” |
| — Paulo Skaf | |   |

Posteriormente, a campanha tornou-se um meio de apoiar o processo de impeachment da presidente.
Em abril de 2017, o nome de Skaf foi citado por Emílio Odebrecht em ação de colaboração premiada como envolvido em esquema de caixa dois junto ao seu marqueteiro eleitoral de 2014 Duda Mendonça.
Skaf se candidatou ao governo de São Paulo nas eleições gerais do Brasil em 2018 pelo MDB, tendo a Tenente-coronel da polícia militar, Carla Basson, como sua vice. Tudo indicava que ele iria para o segundo turno juntamente com João Doria (PSDB), mas ele foi passado pelo então governador de São Paulo, Márcio França (PSB). Skaf foi o 3º colocado com 4.269.865 votos (21,09% dos válidos).
Após a derrota ao governo paulista em 2018, no ano de 2022, Skaf deixou o MDB e filiou-se ao Republicanos. A filiação contou com a presença do secretário estadual do partido, Sérgio Fontellas.

## Vida pessoal
Em 1978, Paulo conheceu Luzia Helena Pamplona de Menezes, com quem se casou no mesmo ano e com a qual tem cinco filhos: Paulo, André, Raphael, Gabriel e Antoine bem como cinco netos.

## Honrarias
Em agosto de 2013, Paulo, então como presidente da FIESP, recebeu o Colar do Mérito Judiciário do Tribunal de Justiça do Estado (TJ-SP).
Em maio de 2014, Paulo recebeu a Medalha 9 de Julho na Câmara de Araçatuba. A honraria foi concedida pelos investimentos da Fiesp em escolas do SESI na cidade.
Paulo já recebeu inúmeras medalhas, comendas e condecorações, tais como a Ordem do Rio Branco; a Ordem Nacional ao Mérito, da República da Colômbia; a Ordem Al Mérito por Servicios Distinguidos, da República do Peru; a Ordem do Mérito Militar, do Exército; a Ordem do Mérito Naval, da Marinha; a Ordem do Mérito Aeronáutico, da Aeronáutica e a Ordem do Mérito Anhanguera, do governo de Goiás bem como mais do que 50 títulos de cidadania concedidos pelas Câmaras de Vereadores de municípios de diversas regiões paulistas.